# Maple Leafs de Verdun
Die Maple Leafs de Verdun waren eine kanadische Eishockeymannschaft aus Verdun (heute ein Stadtteil von Montreal). Das Team spielte von 1969 bis 1972 in einer der drei höchsten kanadischen Junioren-Eishockeyligen, der Ligue de hockey junior majeur du Québec (LHJMQ).

## Geschichte
Die Maple Leafs de Verdun wurden in den 1920er Jahren gegründet und spielten bis 1937 in der Montreal City Hockey League, ehe sie bis 1942 in der Quebec Senior Hockey League aktiv waren. Von 1933 bis 1950 betrieben die Maple Leafs ein gleichnamiges Farmteam, welches acht Jahre lang parallel zur Seniorenmannschaft auflief. Nach 13 Jahren wurde die Mannschaft 1963 reaktiviert und spielte jeweils drei Jahre lang in der Montreal Metropolitan Junior Hockey League sowie der Ligue de hockey junior du Québec. 
Zur Saison 1969/70 erhielt Verdun ein Franchise für die Ligue de hockey junior majeur du Québec, welches an die Maple Leafs vergeben wurde. In den drei Spielzeiten, in denen das Team am Spielbetrieb der LHJMQ teilnahm, qualifizierten sie sich jeweils für die Playoffs um die Coupe du Président. Während sie zwei Mal in der ersten Runde ausschieden, war ihr größter Erfolg das Erreichen der zweiten Runde in der Saison 1969/70, in der sie nach einem 4:2-Erfolg in der Best-of-Seven-Serie über die Cornwall Royals mit 1:4 Siegen den Alouettes de Saint-Jérôme unterlagen. Im Anschluss an die Saison 1971/72 wurde das Franchise endgültig aufgelöst.

## Saisonstatistik (LHJMQ)
Abkürzungen: GP = Spiele, W = Siege, L = Niederlagen, T = Unentschieden, OTL = Niederlagen nach Overtime SOL = Niederlagen nach Shootout, Pts = Punkte, GF = Erzielte Tore, GA = Gegentore, PIM = Strafminuten
| Saison  | GP | W  | L  | T | OTL | SOL | Pts | GF  | GA  | Platz     | Playoffs                        |
| 1969–70 | 56 | 20 | 35 | 1 | —   | —   | 41  | 218 | 300 | 4., West  | Niederlage in der zweiten Runde |
| 1970–71 | 62 | 27 | 33 | 2 | —   | —   | 56  | 252 | 306 | 5., QMJHL | Niederlage in der ersten Runde  |
| 1971–72 | 61 | 20 | 40 | 1 | —   | —   | 41  | 252 | 366 | 8., QMJHL | Niederlage in der ersten Runde  |

## Ehemalige Spieler
Folgende Spieler, die für die Maple Leafs de Verdun aktiv waren, spielten im Laufe ihrer Karriere in der National Hockey League: 
Senior Verdun Maple Leafs (1924–1942)
| - Paul Bibeault - Rene Boileau - Conrad Bourcier - Jean Bourcier - Claude Bourque - George Brown | - Maurice Croghan - Hank Damore - Connie Dion - Frank Eddolls - Bob Fillion - Ernie Laforce | - Albert Leduc - Fern Majeau - Bill Meronek - Rollie Paulhus - Les Ramsay - Mel Read | - Maurice Richard - Alex Smart - Bill Summerhill - Moe White - Don Willson |

Junior Verdun Maple Leafs (1934–1950)
| - Jim Bartlett - Paul Bibeault - Émile Bouchard - Conrad Bourcier - Maurice Croghan - Connie Dion | - Frank Eddolls - Eddie Emberg - Bob Fillion - Paul Gladu - Fern Majeau | - Jim Morrison - Marcel Pelletier - Jimmy Peters - Les Ramsay - Mel Read | - Maurice Richard - Roly Rossignol - Roland Rousseau - Moe White - Larry Zeidel |

Verdun Maple Leafs (1963–1972)
| - Bob Berry - Richard Brodeur - Guy Charron - Rey Comeau | - Jude Drouin - André Dupont - Peter Folco | - Richard Grenier - Pierre Hamel - Guy Lapointe | - Gilles Meloche - Jake Rathwell - Bob Sauvé |

## Team-Rekorde (LHJMQ)

### Karriererekorde
Spiele: 177  Serge Martel
Tore: 126  Serge Martel
Assists: 157  Serge Martel
Punkte: 283  Serge Martel
Strafminuten: 335  Rene Dore